# Melaloncha maculata
Melaloncha maculata är en tvåvingeart som beskrevs av Borgmeier 1934. Melaloncha maculata ingår i släktet Melaloncha och familjen puckelflugor.
Artens utbredningsområde är Costa Rica. Inga underarter finns listade i Catalogue of Life.